# Georgina Brayshaw
Georgina Brayshaw, née le 14 octobre 1993, est une rameuse britannique. Entre 2023 et 2024, elle réussit le triplé en remporte l'or européen, mondial et olympique en quatre de couple. 

## Carrière
Brayshaw est née en octobre 1993 à Harrogate.

### Équitation et accident
Pour son septième anniversaire, ses parents lui offrent quatre cours d'équitation. Elle prend ensuite une leçon par semaine, puis pratique l'équitation en compétition avec un cheval, Harry, acheté à crédit par ses parents quand elle a quinze ans.
La même année, elle tombe de son cheval et passe neuf jours dans le coma. À son réveil, elle est paralysée du côté droit du corps. Les médecins considèrent qu'elle ne pourra plus marcher ou se nourrir par elle-même mais Georgina Brayshaw réussit à retrouver sa pleine mobilité en quelques semaines,. Elle conserve cependant des séquelles, notamment une faiblesse du côté gauche de son corps, qui exige une très longue rééducation et qu'elle ressent encore quinze ans plus tard.

### Aviron
Elle commence l'aviron à 22 ans sur les conseils de son père alors qu'elle est en deuxième année à l'Université de Northampton.
Elle prend part au quatre de couple qui termine championnes du monde en 2024.
Lors des Jeux olympiques d'été de 2024, Lola Anderson et ses trois coéquipières Lola Anderson, Hannah Scott et Lauren Henry remportent la médaille d'or en quatre de couple, à peine 0,15 s devant les Néerlandaises,.